# Hewlett Packard HP-9816
Hewlett Packard HP-9816 (HP-9816) је био професионални рачунар фирме Хјулит Пакард (Hewlett Packard) који је почео да се производи у Сједињеним Америчким Државама од 1982. године.
Користио је Motorola 68000 као микропроцесор. RAM меморија рачунара је имала капацитет од 128 KB до 512 KB (до 4 MB). 
Као оперативни систем кориштен је HP Pro-BASIC, PASCAL, CP/M 68K.

## Детаљни подаци
Детаљнији подаци о рачунару HP-9816 су дати у табели испод.
|                       |                                                                              |
| [ 1 ]                 |                                                                              |
| Произвођач            | Хјулит Пакард                                                                |
| Тип                   | професионални рачунар                                                        |
| Меморија              | 128 до 512 (до 4 MB)                                                         |
| Поријекло             | Сједињене Америчке Државе                                                    |
| Година                | 1982                                                                         |
| Тастатура             | 70 тастера са функцијским тастерима                                          |
| Процесор              |                                                                              |
| Фреквенција процесора | 8                                                                            |
| RAM                   | 128 до 512 (до 4 MB)                                                         |
| ROM                   | 16 до 48 KB                                                                  |
| Текст                 | 80 знакова x 25 линија                                                       |
| Графика               | 400 x 300 пиксела                                                            |
| Боја                  | једна боја                                                                   |
| Звук                  | мали звучник                                                                 |
| Димензије             | 11,4 (ширина) x 11,4 (дубина) x 2,7 (висина) ins / 9 фунти + 4 фунти штампач |
| Портови               |                                                                              |
| Оперативни систем     |                                                                              |